# Роквуд (Вирџинија)
Роквуд (енгл. Rockwood) насељено је место без административног статуса у америчкој савезној држави Вирџинија.

## Демографија
По попису из 2010. године број становника је 8.431.
| Група             | 2000.    | 2010.         |
| Белци             | 0 (0,0%) | 5.649 (67,0%) |
| Афроамериканци    | 0 (0,0%) | 1.760 (20,9%) |
| Азијати           | 0 (0,0%) | 349 (4,1%)    |
| Хиспаноамериканци | 0 (0,0%) | 462 (5,5%)    |
| Укупно            | 0        | 8.431         |